# Бундесштрассе 96
Бундесштрассе 96 — шоссе федерального подчинения в Германии. Пролегает с юга на север от города Циттау, расположенного недалеко от границы с Польшей и Чехией, через Берлин до города Засниц на острове Рюген в Балтийском море.

## История
В январе 1932 года в Веймарской республике впервые была введена постоянная нумерация автодорог дальнего следования — Фернверкерштрассе (нем. Fernverkehrsstraßen, сокр. FVS). В этой сети траасса FVS 96 имела отличный от нынешнего маршрут: она пролегала через города Эльстерверда, Гросенхайн, Радебург, Дрезден и Диппольдисвальде.
В 1934 году после прихода к власти Гитлера дороги FVS были переименованы в Рейхштрассе (нем. Reichsstraßen, сокр. R). Магистраль FVS 96 получила новое название — Рейхштрассе 96 (нем. Reichsstraße 96, сокр. R 96), а её маршрут был изменён и принял форму, близкую к современной.
После аннексии в 1938 году Австрии и части Чехословакии Рейхштрассе 96 была продлена через города Вена, Айзенштадт, Подебрады, Йиглава и Зноймо до пограничного с венгерского Шопрона.
После образования ГДР дороги вновь стали называться Фернверкерштрассе (нем. Fernverkehrsstraßen), однако вместо аббревиатуры FVS теперь использовалась F. В то время дорога F 96 являлась наиболее длинной магистралью ГДР и одной из основных в направлении север—юг.

## Культура
В 2015 году немецкая рок-группа «Silbermond» посвятила дороге B 96, которая проходит через их родной город Баутцен, песню.